# Örvény (fizika)

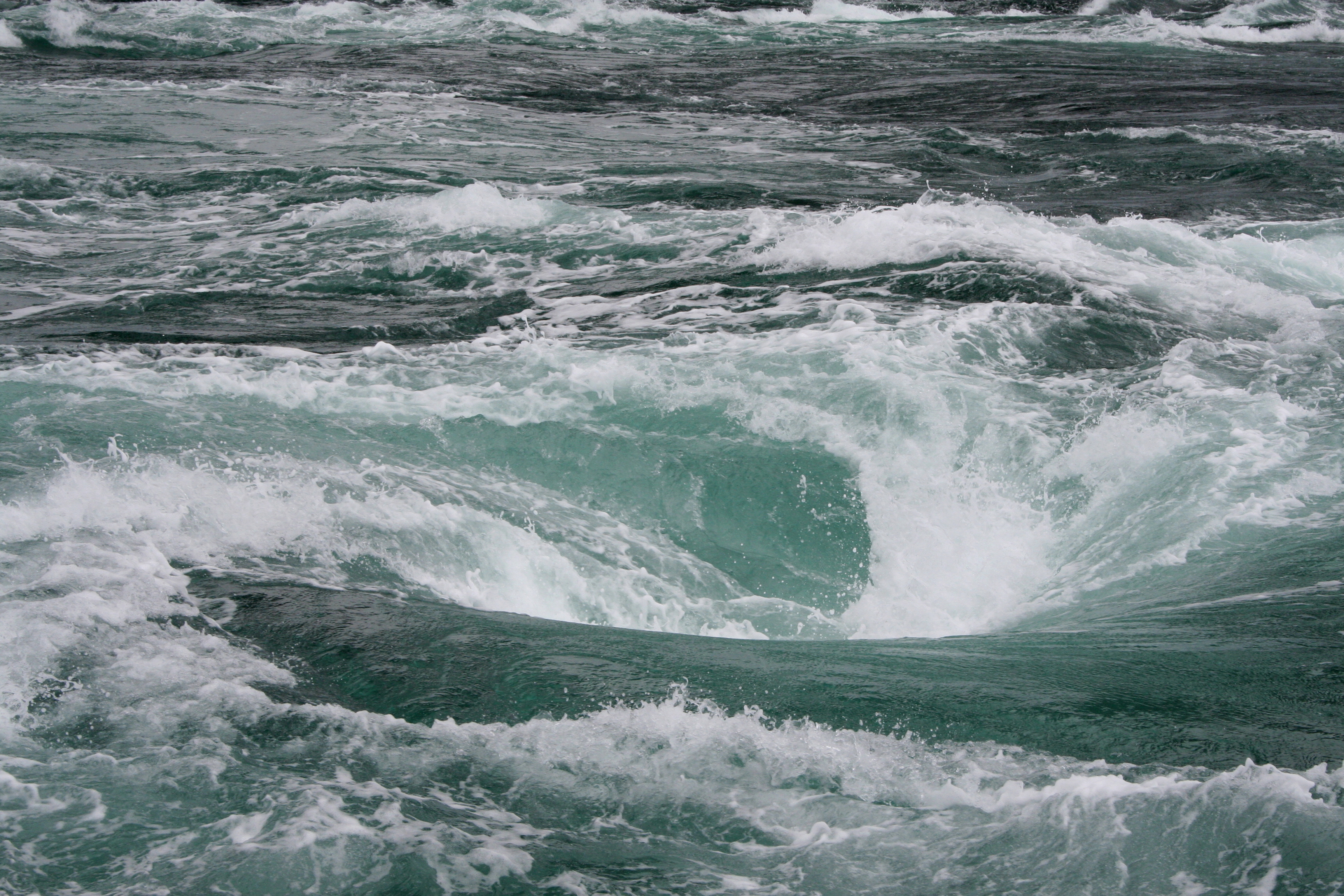
Örvények Sikoku partjainál

Az örvény áramló folyadékok vagy gázokban fellépő jelenség, melyben az áramló anyag egy része egy tengely körül körbefordul (ez a tengely akár lehet görbe vonalú is). Az örvényeket a belső súrlódás és a mozgató erő vagy szomszédos felületek egyenetlensége okozza.  A levegőben vagy a folyókban az örvények keletkezhetnek szilárd testek (folyókban például a híd lábánál) körül, vagy érintkező áramlatok határfelületén is.